# Berbecul (constelație)
Berbecul (în latină Aries) esto o constelație aflată pe ecliptică, situată între Pești la vest, Taur la est și la sud de Perseu și Andromeda.

## Istoric și mitologie
În mitologia greacă, această constelație ar reprezenta berbecul a cărui Lână de Aur a inspirat povestirea faimoasei expediții a argonauților conduși de Iason, în Colchida.
Se pare că babilonienii, grecii, perșii și egiptenii au denumit, cu toții, această constelație „Berbecul”.
Constelația Berbecul (în latină Aries) era una din cele patruzeci și opt de constelații identificate de Ptolemeu, în lucrarea sa cunoscută sub titlul de Almagesti.

## Obiecte cerești

### Stele
Stelele din această constelație nu sunt foarte vizibile. Steaua cea mai luminoasă, Alpha Arietis (Hamal), are o magnitudine de doar 2,01. Alte stele sunt Sharatan, Mesarthim și Botein.

### Nebuloase,roiuri de stele,galaxii
Coordonate:  03h 00m 00s, +20° 00′ 00″